# Cüneyt Arkın
Cüneyt Arkın (bürgerlich Fahrettin Cüreklibatır; * 8. September 1937 in Karaçay, Bezirk Alpu in der Provinz Eskişehir; † 28. Juni 2022 in Istanbul) war ein türkischer Schauspieler, Drehbuchautor, Filmregisseur und -produzent.

## Leben
Arkin wurde als Sohn von Auswanderern der Krim im Dorf Karaçay nahe der anatolischen Stadt Eskişehir geboren, wo er auch die Grundschule besuchte. Das Gymnasium absolvierte er in Eskişehir. Anschließend studierte Arkin in Istanbul Medizin. Nach erfolgreichem Abschluss im Jahr 1961 kehrte er nach Eskişehir zurück und praktizierte dort als Arzt.
1968 erhielt Arkin das Angebot, in einem Film die Rolle eines Arztes zu spielen. Durch die Verkörperung von Helden wie Kara Murat, Malkoçoğlu, Seyyid Battal Ghazi und Köroğlu wurde er in den folgenden Jahren bekannt. Dabei spielte er fast immer alle körperlich herausfordernden und mit etlichen Kampfkünsten durchsetzten Stuntszenen selbst. In der Tetralogie Battal Gazi kämpft Cüneyt Arkın in der Rolle des legendären Battal Gazi als Umayyade gegen die Kreuzritter. Er trat auch in Koproduktionen mit ausländischen Regisseuren und Darstellern seiner Zeit auf, unter anderem mit Bolo Yeung.
Für die Vermarktung im Ausland benannte man ihn in Steve Arkin oder George Arkin um. Einige seiner Titel wie Lionman oder Kara Murat sind auch in deutschsprachiger Fassung erhältlich. In Deutschland und weiteren Teilen Nordeuropas wurde Arkın erst bekannt, als er den ersten türkischen Science-Fiction-Streifen Dünyayı Kurtaran Adam (Der Mann, der die Welt rettet) drehte.
Zeitweise arbeitete Cüneyt Arkın wieder als Mediziner. Hin und wieder spielte er in Fernsehserien mit. Sein Schaffen als Schauspieler für Film und Fernsehen umfasst mehr als 320 Produktionen. Als Regisseur und Drehbuchautor verantwortete er mehr als 40 Werke.
Arkin war zum dritten Mal verheiratet, erneut mit Betül Işıl, die in einigen Filmen neben ihm spielte.
Er starb am 28. Juni 2022 im Alter von 84 Jahren an einem Herzstillstand in Istanbul.

## Filmografie (Auswahl)
- 1964: Gurbet Kuşları
- 1964: Yankesici Kız
- 1964: Yalnız Değiliz
- 1964: Hepimiz Kardeşiz
- 1964: Şoför Nebahat Ve Kızı
- 1964: Sıkı Dur Geliyorum
- 1965: Horasanin Üc Atlısı
- 1965: Silahların Sesi
- 1965: Ölüme Kadar
- 1965: Devlerin Kavgası
- 1966: Malkoçoğlu Ali Bey
- 1966: Kolsuz Kahraman
- 1966: Affedilmeyen
- 1966: Acı Tesadüf
- 1966: Ayrılık Şarkısı
- 1966: Cibali Karakolu
- 1966: Çıtkırıldım
- 1966: Damgalı Adam
- 1966: Dişi Düşman
- 1966: Fakir Bir Kız Sevdim
- 1966: Göklerdeki Sevgili
- 1966: İntikam Uğruna
- 1966: Karanlıklar Meleği
- 1966: Kıskanç Kadın
- 1966: Suçsuz Firari
- 1966: Şafakta Üç Kurşun
- 1966: Yakut Gözlü Kedi
- 1966: Zehirli Hayat
- 1967: Kanunsuz Kahraman
- 1967: Malkoçoğlu – krallara karsi
- 1967: Zengin Ve Serseri
- 1967: Yüzbaşı Kemal
- 1968: Haci Murat geliyor
- 1968: Köroğlu
- 1969: Ala Geyik
- 1969: Malkoçoğlu Akıncılar Geliyor
- 1969: Büyük Yemin
- 1969: Melikşah
- 1969: Malkoçoğlu – Cem Sultan
- 1969: Aşk Mabudesi
- 1970: Shirin va Farhad
- 1970: Mive-ye gonah / Hak Yolu
- 1970: Adsız Cengaver ve Sultan Gelin
- 1970: Yumurcak Köprüaltı Çocuğu
- 1971: Battal Gazi Destanı
- 1971: Malkocoglu Ölüm Fedaileri
- 1971: Küçük Sevgilim
- 1972: Alın Yazısı
- 1972: Battal Gazi'nin İntikamı
- 1972: Kara Murat Fatihin Fedaisi
- 1972: Hayatimin En Güzel Yillari
- 1973: Savulun Battal Gazi Geliyor
- 1973: Küçük Kovboy
- 1973: Kuşçu
- 1973: Gönülden Yaralılar
- 1974: Ayrı Dünyalar
- 1974: Battal Gazi'nin Oğlu
- 1974: Die Todeshand des Lifangfu (Karateciler istanbulda)
- 1974: Babalık
- 1974: Dayı
- 1974: Kin
- 1975: Lion Man – Die Todeskralle aus Istanbul (Kılıç Aslan)
- 1975: İnsan Avcısı
- 1975: Babaların Babası
- 1975: Babanın Oğlu
- 1975: Babacan
- 1975: Şafakta Buluşalım
- 1975: Cemil
- 1976: Zwei Teufelskerle auf dem Weg nach Istanbul (Üç kağıtcılar)
- 1976: Korkusuz Cengaver
- 1976: Deli Şahin
- 1976: Tek Başına
- 1976: Tuzak
- 1976: Karamurat – sein Kungfu ist tödlich (Kara Murat şeyh gaffar'a karşı)
- 1977: Yıkılmıyan Adam
- 1977: Akrep Yuvası
- 1977: Kara Murat Denizlerin Hakimi
- 1977: Baskın
- 1977: Satılmış Adam
- 1978: Kara Murat Devlerle savaşiyor
- 1978: Das Bergwerk (Maden)
- 1978: Baba Kartal
- 1978: Ölüm Görevi
- 1978: Görünmeyen Düşman
- 1979: Küskün Çiçek
- 1979: Canikom
- 1979: Üç Sevgili
- 1979: Vatandaş Rıza
- 1979: Kanun Gücü
- 1979: Üç Tatlı Bela
- 1979: Üç Sevgili
- 1980: Rüzgar
- 1980: Kartal Murat
- 1981: Önce Hayaller Ölür
- 1982: Kanije Kalesi
- 1982: Dünyayı Kurtaran Adam
- 1982: Son Savaşçı
- 1982: Son Akin
- 1982: Ölümsüz
- 1983: İntikam Benim
- 1984: Bir Kaç Güzel Gün İçin
- 1984: Ölüm Savaşçısı
- 1985: Bin Defa Ölürüm
- 1985: Doruk
- 1985: Kaçış
- 1985: Kahreden Gençlik
- 1985: Kanun Adamı
- 1985: Kaplanlar
- 1985: Katiller de ağlar
- 1985: Mahkum
- 1985: Paramparça
- 1985: Paranın Esiri
- 1985: Biz Bir Aileyin
- 1986: Gırgır Hafiye
- 1986: Kavga
- 1986: Kanca
- 1986: Kral Affetmez
- 1986: Der Verbrecher mit dem Engelsgesicht (Melek yüzlü cani)
- 1986: Babasının Oğlu
- 1986: Silah Arkadaşları
- 1986: Yalnız Adam
- 1987: Sürgündeki Adam
- 1987: Asılacak Adam
- 1987: Şeytanın Oğulları
- 1987: Son Kahramanlar
- 1987: Bitmeyen Adam
- 1987: Oğulcan
- 1987: Sevdam Benim
- 1987: Cehennem Ateşi
- 1987: Dökülen Yapraklar
- 1988: Bombacı
- 1988: Şafak Sökerken
- 1999: Gülün bittigi yer
- 2006: DKAO – Türken im Weltall (Dünyayı Kurtaran Adamın Oğlu)
- 2007: Çılgın Dersane
- 2008: Çilgin Dersane Kampta – Das verrückte Sommercamp (Çilgin dersane kampta)
- 2014: Gülyabani
- 2014: Panzehir